# Centres de Gestió de Trànsit
Els Centres de Gestió de Trànsit les unitats que controlen i supervisen la circulació i assisteixen i informen als usuaris a Espanya les 24 hores del dia. Aquests centres es troben a Madrid, Barcelona, València, Màlaga, Sevilla i Saragossa. El centre localitzat a Madrid actua com a coordinador.

## Funcions

### Control del trànsit a la xarxa de carreteres
Controlen l'estat de la circulació a les carreteres (RIGE, autonòmiques i la resta); vigilen i ajuden de manera mecànica i sanitària coordinant-se amb l'Agrupació de Trànsit de la Guàrdia Civil, els helicòpters de la Direcció General de Trànsit (DGT) i mitjançant de la xarxa de pals de SOS; controlen l'estat de la xarxa de carreteres, accidents, retencions i condicions metereològiques adverses a la circulació; estableixen els itineraris alternatius i de desviament obligatoris; s'encarreguen de la restricció a la circulació en determinats dies i hores; i donen especificacions per a l'execució d'obres que afecten a la circulació.

### Gestió del trànsit als accessos a grans ciutats
Monitoritzen de manera automàtica el trànsit als trams que solen tindre problemes de congestió mitjançant circuit tancat de televisió i controlen el trànsit mitjançant els Panells de Missatges Variables; prenen dades en temps real mitjançant les estacions fixes (ETD'S) ubicades als voltants de les grans ciutats fins a 130 kilòmetres de distància; i controlen l'aforament a les zones d'especial significació i en terminis temporals especials.

### Informació i ajuda a l'usuari
Subministren informació als usuaris sobre els tràmits administratius relatius a l'activitat de la DGT; l'estat dels ports de muntanya, els talls de carretera per circumstàncies de l'oratge; obres; retencions i qualsevol altre incident a la circulació; els itineraris i distàncies entre les poblacions; i sobre els primers auxilis, ambulàncies, hospitals, bombers, gasolineres, tallers i grues.
El mitjans de subministrament d'aquesta informació són per Internet (dgt.es) i Infovia, telèfon i autotext (900123505), videotext, teletext de Televisió Espanyola, radiofonia, la premsa, connexions amb les cadenes de televisió tant públiques com privades i els pals SOS.
El servei de telefonia empra les terminals Audiotex per a redirigir la trucada a un operador quan totes les línies automàtiques estan ocupades.

## Història
El servei d'informació mitjançant Internet, Infovia i el teletext s'establiren el 1997. Foren una fita important. El sistema de Teletext va ser el primer a nivell mundial en difondre informació de trànsit en temps real. El servei d'Internet es posà en funcionament el 26 de febrer.